# کولین شیلدز
کولین شیلدز (به انگلیسی: Kolleen Shields) ژیمناست زادهٔ 1959 میلادی اهل کشور ایالات متحده آمریکا است.